# Sankt Hans fest
Sankt Hans fest är en norsk svartvit dramafilm från 1947 i regi av Toralf Sandø. I rollerna ses bland andra Tore Foss, Jon Lennart Mjøen och Erling Drangsholt.

## Handling
Morten Kruse är präst. Han upptäcker att han kan få folket med sig genom att anslå en ny ton i predikstolen. Han utvecklas snart till en tyrannisk ledare.

## Rollista
- Tore Foss – Morten Kruse, prästen
- Jon Lennart Mjøen – Thomas Randulf
- Erling Drangsholt – Christensen, bankchef
- Kristen Dahl – Ellingsen, köpman
- Claus Wiese – Holck, kandidat
- Toralf Sandø – Iversen, polisassistent
- Else-Merete Heiberg – Constance Blomgren
- Egil Hjorth-Jenssen – Peder Pedersen
- Johannes Eckhoff – Christian Frederik Garman
- Helge Essmar – Abraham Løvdahl
- Sigurd Magnussøn – amtmannen
- Lalla Carlsen – madam Blomgreen
- Sigrun Otto – fru Christensen
- Elsa Sandø – fru Ellingsen
- Mossi Mathiesen – fröken Christensen
- Anne Lise Wang – Emma Sørensen
- Ingeborg Cook – Mine
- Vivi Schøyen – Bine
- Erna Frivold – Trine
- Kari Tandberg – Gine
- Nanna Hellesen – Fine
- Ulf Selmer – Sørensen, hattmakare
- Finn Mehlum – Simon Taskeland
- Rita Røren – Theodora Ellingsen
- Grethe Westberg – Ellingsen, Cecilie
- Gudrun Barlaup – fru Fredrikke Kruse
- Sofie Bernhoft – fru Kruse
- August Mowinckel-Nilsen – Løvdahl, professor (krediterad som Gogo Mowinckel-Nilsen)
- Sonja Mjøen – fru Clara Løvdahl
- Alfred Helgeby – brännvinshandlare
- Henrik Aasekjær – brännvinshandlare
- Erling Holck – Helligvik
- Kirsten Sørlie – Sara
- Aud Schønemann – Marte
- Signe Indahl Voss – en kvinna
- Harald Aimarsen

## Om filmen
Sank Hans fest regisserades av Toralf Sandø och producerades av bolaget Snorre-film. Filmen bygger på Alexander L. Kiellands roman med samma namn som omarbetades till manus av Victor Borg, Per Schrøder-Nilsen och Sandø. Den fotades av Per Gunnar Jonson och klipptes av Olav Engebretsen. Musiken komponerades av Gunnar Sønstevold. Filmen hade premiär den 7 april 1947 i Norge.